# Marjal dels Moros
Marjal dels Moros este o arie protejată (arie specială de conservare — SAC, sit de importanță comunitară — SCI) din Spania întinsă pe o suprafață de 619,45 ha, integral pe uscat.

## Localizare
Centrul sitului Marjal dels Moros este situat la coordonatele 39°37′33″N 0°15′22″W / 39.6258°N 0.2561°V.

## Înființare
Situl Marjal dels Moros a fost declarat sit de importanță comunitară în iulie 2001 pentru a proteja 33 de specii de animale. Situl a fost protejat și ca arie specială de conservare în august 2015.

## Biodiversitate
Situată în ecoregiunea mediteraneană, aria protejată conține 8 habitate naturale: Pajiști umede mediteraneene cu ierburi înalte de Molinio-Holoschoenion, Stepe sărăturate mediteraneene (Limonietalia), Tufărișuri termo-mediteraneene și de pre-deșert, Tufărișuri halofile mediteraneene și termo-atlantice (Sarcocornetea fruticosi), Mlaștini calcaroase cu Cladium mariscus și specii de Caricion davallianae, Lagune de coastă, Pășuni mediteraneene udate de apa mării (Juncetalia maritimi), Vegetație anuală la limita mareei.
La baza desemnării sitului se află mai multe specii protejate:
- păsări (28): privighetoare-de-baltă (Acrocephalus melanopogon), pitulice de apă (Acrocephalus paludicola), pescăruș albastru (Alcedo atthis), rață mare (Anas platyrhynchos), stârc roșu (Ardea purpurea), rață roșie (Aythya nyroca), buhai de baltă (Botaurus stellaris), prundăraș de sărătură (Charadrius alexandrinus),  prundaș gulerat mic (Charadrius dubius), chirighiță-cu-obraz-alb (Chlidonias hybridus), erete de stuf (Circus aeruginosus), erete cenușiu (Circus pygargus), egretă mică (Egretta garzetta), lișiță (Fulica atra), găinușă de baltă (Gallinula chloropus), ciovlica roșcată (Glareola pratincola), piciorong (Himantopus himantopus), stârc pitic (Ixobrychus minutus), pescăruș râzător (Larus ridibundus), gușă albastră (Luscinia svecica), Marmaronetta angustirostris, țigănuș (Plegadis falcinellus), corcodel mare (Podiceps cristatus), corcodel-cu-gât-negru (Podiceps nigricollis), Porphyrio porphyrio, silvie de tufiș (Sylvia undata), corcodel mic (Tachybaptus ruficollis), nagâț (Vanellus vanellus)
- pești (3): Aphanius iberus, zvârluga (Cobitis taenia), Valencia hispanica
- reptile (2): țestoasa de baltă (Emys orbicularis), Mauremys leprosa

Pe lângă speciile protejate, pe teritoriul sitului au mai fost identificate 3 specii de plante.